# Ambach (Ehekirchen)
Ambach ist ein Pfarrdorf, ein Ortsteil von Ehekirchen und eine Gemarkung im Landkreis Neuburg-Schrobenhausen, der zum Regierungsbezirk Oberbayern in Bayern gehört. Zur Gemarkung gehört auch noch die Einöde Kagerhof.

## Geographie
Ambach liegt nördlich von Ehekirchen auf den flachen tertiären Höhen der Aindlinger Terrassentreppe. Naturräumlich gehört es also zur Donau-Iller-Lech-Platte, die wiederum Teil des Alpenvorlandes ist, eine der Naturräumlichen Haupteinheiten Deutschlands.

Der Ort Ambach liegt direkt westlich, der Kagerhof direkt östlich der nordsüdlich verlaufenden Staatsstraße 2035 von Neuburg an der Donau nach Augsburg.

## Geschichte
In der Gegend wurden aus einer zeitlich nicht näher bestimmbaren Epoche Hügelgräber und auch Münzen aus der Römerzeit gefunden.

Erstmals erwähnt wird Ambach um 1150. Es erscheint wechselweise als Auwenbach, Aunpach, Ounbach, Awnpach, Auenbach, Aumpach und Am Bach, was sich wohl auf den durch Ambach fließenden Auenbach zurückführen lässt. Im örtlichen westmittelbairischen Dialekt heißt der Ort Àmbooch, die Bewohner Àmbecka.
Die Pappenheimer und später ab 1247 die Wittelsbacher hatten dort Besitztümer. Zu dieser Zeit gab es in Ambach auch eine kleine Burg, deren Inhaber sich nach dem Sitz Aumpecken, Ainpeck oder von Aumpach nannten. 1330 wurde die Burg in Ambach zerstört und Siegfried der Aumpecke ließ sich im benachbarten Seiboldsdorf nieder. In der Folgezeit kaufte das Kloster Niederschönenfeld etliche Höfe und Ländereien in Ambach. 1505 bis 1808 gehörte Ambach dann zum Herzogtum Pfalz-Neuburg.

Der Kagerhof war ursprünglich die Meierei der Ritter von Ambach, wurde später ebenfalls an das Kloster Niederschönenfeld verkauft und wechselte in der Folgezeit noch viele Male den Besitzer.
Die katholische Pfarrei Sankt Martin gehört zur Pfarreiengemeinschaft Ehekirchen im Dekanat Neuburg-Schrobenhausen, Bistum Augsburg. Die Kirche geht in ihren Fundamenten bis in die fränkische Zeit zurück. Das Turmuntergeschoss und die ganze Kirche bis zur Empore sind von 1400. Nach dem Dreißigjährigen Krieg wurde der Rest des Turms erbaut, 1700 wurde die Kirche barockisiert und dabei Chorbogen und Fenster erweitert. Im Kirchturm hängt die sehr alte, 1492 in Augsburg gegossene, Hosiannaglocke.
1818 erhielt die neu gebildete Gemeinde Ambach durch das bayerische Gemeindeedikt Selbstverwaltungsrechte. Bis zum 1. Juli 1972 gehörte die Gemeinde zum Landkreis Neuburg an der Donau und fiel dann mit der Gebietsreform in Bayern an den vergrößerten Landkreis Neuburg an der Donau, der am 1. Mai 1973 den neuen Namen Landkreis Neuburg-Schrobenhausen erhielt. Am 1. Januar 1978 wurde der Ort in die Gemeinde Ehekirchen eingegliedert.

## Sehenswürdigkeiten
- Pfarrkirche Sankt Martin

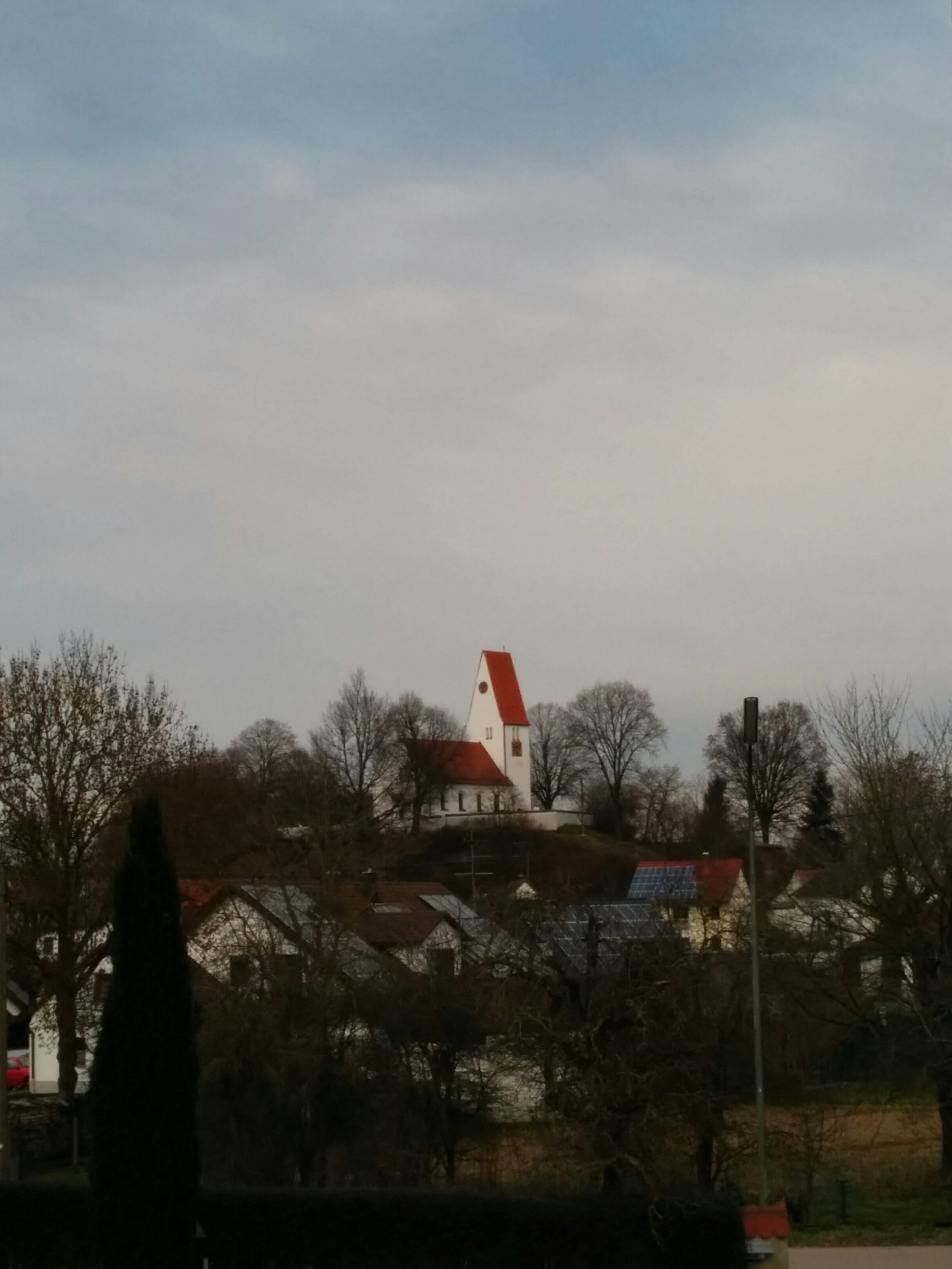
Fernsicht der Pfarrkirche Sankt Martin

- größere Hügelgräbergruppe im Streichholz am Fußweg nach Dezenacker
- 1840 verschollener römischer Münzschatz in der Streich